# Heinrich Schliemann
Heinrich Schliemann (Neubukow, 6. siječnja 1822. – Napulj, 26. prosinca 1890.), njemački istraživač.
Zapravo je bio obični trgovac, ali je bio toliko opsjednut Grčkom da je navodno naučio grčki jezik samo u tri mjeseca.U 19. st. pomnim proučavanjem Homerovih epova otkrio je točno mjesto gdje se nalazila Troja, te iskopao devet slojeva grada sagrađenih jedan na drugom, od kojih je sedmi sloj dokazivao Trojanski rat.
Uloživši sav svoj imetak u arheološka iskapanja u Maloj Aziji i Grčkoj, otkopao je drevnu Troju, Mikenu, Orhomen i Tirint te otkrio čudesno Prijamovo blago o kojem je Homer pjevao u "Ilijadi".